# Юргялёнис, Юлюс
Юлюс Юргялёнис (лит. Julius Jurgelionis, род. 22 января 1937, Каунас) — литовский архитектор.

## Биография
В 1955 году окончил Каунасский политехнический институт. В 1961—1992 годах работал в Институте проектирования городского строительства (главный архитектор проектов). С 1992 года работает руководителем творческой группы общества Объединённые архитектурные мастерские (Jungtinės architektų dirbtuvės).

## Проекты
Важнейшие проекты, реализованные в Вильнюсе —
- детальный план студенческого городка Вильнюсского университета и Вильнюсского инженерно-строительного института на аллее Саулетякё (совместно с архитекторами Римантасом Повиласом Дичюсом и Зигмасом Юозасом Даунорой; 1966);
- корпуса аудиторий и лабораторий Вильнюсского инженерно-строительного института (ныне Вильнюсский технический университет Гедимина; 1970—1985) на аллее Саулетякё;
- здание Вычислительного центра Вильнюсского университета (1988) на аллее Саулетякё;
- торговый центра «Пас Юозапа» („Pas Juozapą“) в Пашилайчяй (1997);
- жилые дома на улице С. Жукауско (2005).